# Charly Oleg
 (mai 2017).
Si vous disposez d'ouvrages ou d'articles de référence ou si vous connaissez des sites web de qualité traitant du thème abordé ici, merci de compléter l'article en donnant les références utiles à sa vérifiabilité et en les liant à la section « Notes et références ».
Pour les articles homonymes, voir Oleg et Olejniczak.
Charly Oleg, de son vrai nom Charles-Auguste Olejniczak, est un musicien et animateur de télévision français d'origine polonaise, né le 7 août 1931 à Hayange (Moselle).

## Biographie

### Carrière
Charly Oleg entre au conservatoire de Metz où il obtient le premier prix de piano. Faute d'argent, il enchaîne les bals populaires et les prestations d'accompagnateur. Arrivé à Paris, il joue pour Joséphine Baker puis, notamment, Mireille Mathieu et Charles Aznavour.
Il débute à la télévision en 1965 dans l'émission Télé Dimanche où il est pianiste accompagnateur dans le Jeu de la Chance.
Charly Oleg doit surtout sa notoriété à l'émission Tournez manège ! sur TF1 à laquelle il participe de 1985 à 1993. Lors de la première manche du jeu, il interprète à l'orgue Hammond des chansons qui doivent être reconnues par les candidats, sous l'arbitrage de l'animatrice Évelyne Leclercq.
Il est chef d'orchestre au théâtre  de la Renaissance de 1979 â 1982 et dirige des opérettes (Belle de Cadix, À la Jamaïque, viva mexico, Dédé, Ignace, un de la canebiere, aventure à Monte Carlo, la route fleurie et Soleil d'Espagne) avec Georges Guetary, Maria Candido et José Villamor. 
Il joue un petit rôle, en 1988, dans le film tiré du roman de Milan Kundera, L'Insoutenable Légèreté de l'être réalisé par Philip Kaufman.
Avec d'autres personnalités de TF1, il fait une courte apparition dans la comédie musicale Le cadeau de Noël en 1991. 
En 1998, dans Ça n'empêche pas les sentiments, il fait une apparition en pianiste de bar, non créditée au générique, mais il est identifié sous son nom propre dans le dialogue.
Il vit actuellement au Blanc Mesnil, en région parisienne, retraité depuis 1993, et continue d'avoir une activité musicale en faisant notamment des galas et des concerts. En 2007, il sort un album de compositions intitulé Variations personnelles.
En 2016, il participe au jeu Le Grand Blind test animé par Laurence Boccolini sur TF1. Dans la manche intitulée "La Cover improbable'", il doit faire deviner aux personnalités invitées le nom de l'interprète de la chanson qu'il joue à l'orgue électronique.

### Vie privée
Charlie Oleg pratique le tennis de table et participa aux championnats de Lorraine en 1958.
Divorcé, il épouse en secondes noces le 27 février 1970, à la mairie de Paris 3e arrondissement Vincenza d'Aquino, originaire de Sicile, mais vivant en Belgique, une candidate qu'il avait accompagnée au piano à la télévision pour « Le Jeu de la chance », une partie de l'émission Télé Dimanche.